# Halbe
Halbe település Németországban, azon belül Brandenburgban. Lakosainak száma 2507 fő (2023. december 31.). Halbe Märkisch Buchholz és Teupitz községekkel határos.

## Népesség
A település népességének változása:
| Lakosok száma | 2402 | 2385 | 2440 | 2464 | 2507 |
|               | 2017 | 2019 | 2021 | 2022 | 2023 |